# Greenways Praag-Wenen

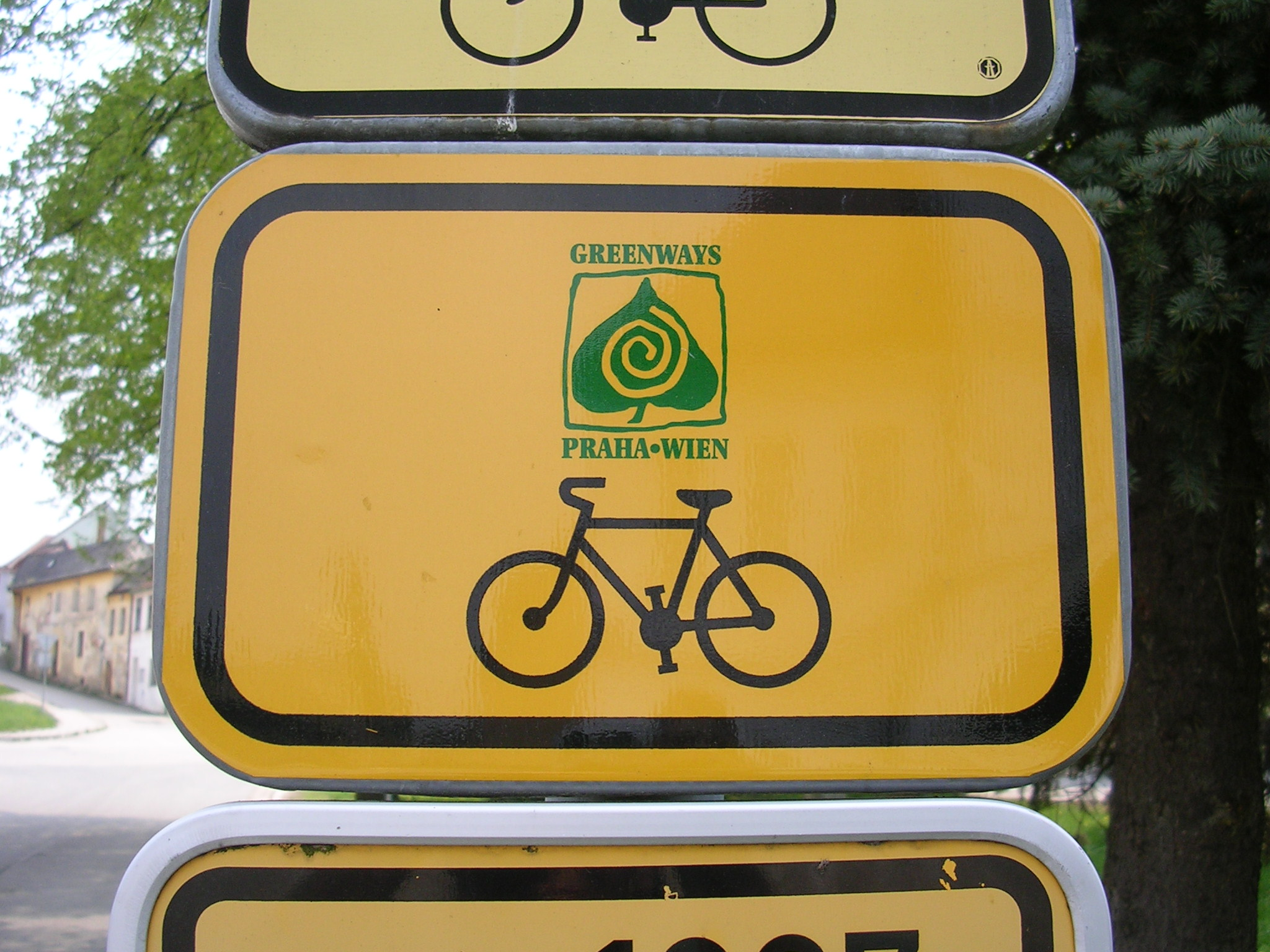

Greenways Praag-Wenen is een langeafstandsfietsroute in Tsjechië en Oostenrijk. De bewegwijzerde fietsroute is 780 kilometer lang en loopt van Praag tot Wenen. De route loopt langs Tábor, Jindřichův Hradec, Slavonice, Znojmo, Valtice, Mistelbach an der Zaya. 